# Kanal 7
Kanal 7 è un'emittente televisiva turca del gruppo Kanal 7 Medya Grubu, con sede a Bayrampaşa, Istanbul. Il canale è stato fondato il 24 luglio 1994 e si distingue per le sue trasmissioni di contenuti islamici e religiosi, serie per famiglie, programmi di viaggio e di cucina. Dal 19 dicembre 2014, Kanal 7 trasmette in formato 16:9.

## Storia
Kanal 7 è stata fondata il 27 luglio 1994 presso l'edificio del distretto di Sarıyer di Istanbul, sulla frequenza dell'ex Büyükşehir Radyo Televizyonu, la quale fu chiusa dall'allora sindaco di Istanbul Recep Tayyip Erdoğan e dai suoi otto partner commerciali con la legge Radyo ve Televizyon Üst Kurulu (RTÜK).
Dal 1995 al 1997 Ayşe Önal ha ospitato uno spettacolo di discussione Minefield su Kanal 7 che riuniva ebrei, armeni e turchi cinque giorni alla settimana in un modo mai visto prima sulla televisione turca.

## Altre versioni

### Kanal 7 Avrupa
Kanal 7 Avrupa è stato aperto il 9 novembre 2009 per trasmettere ai turchi che vivono in Europa. Precedentemente veniva trasmesso con il nome Kanal 7 int. Il 23 agosto 2020 è andato in diretta in HD.

### Kanal 7 HD
Kanal 7 HD è il canale ad alta definizione di Kanal 7, istituito il 18 settembre 2014 e trasmette contemporaneamente a Kanal 7.

## Loghi

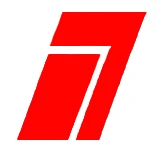
27 luglio 1994 - settembre 1999
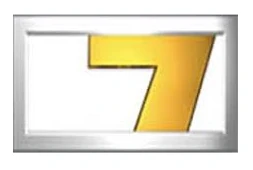
settembre 1999 - 30 settembre 2002
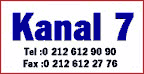
1999 - 2000